# ニンテンドー ゲームキューブ Nintendo Classics
『ニンテンドー ゲームキューブ Nintendo Classics』（ニンテンドー ゲームキューブ ニンテンドー クラシックス）は、任天堂が2025年6月5日に配信を開始したNintendo Switch 2用ゲームソフト。有料オンラインサービスであるNintendo Switch Online + 追加パックの加入者向けに追加料金無しで提供されている。

## 概要
ニンテンドー ゲームキューブのゲームソフトが提供開始時点では3本収録されており、今後も不定期で追加される。ハード性能の向上により実機よりも解像度が高くなりよりくっきりと画面表示される。基本機能は『ファミリーコンピュータ Nintendo Classics』などと同じであるが、巻き戻し機能は非対応。タイトルごとの操作説明やキーコンフィグ、アナログフィルターが初期状態から実装されている。
本ソフトにはイースターエッグとして、オリジナルのゲームキューブ本体の起動画面および起動音3つが収録されており、起動時に特定のコマンドを入力することで表示できる。

## 収録タイトル

### 2025年
| 配信開始日 | タイトル                     | 販売メーカー                               | 備考 |
| ---------- | ---------------------------- | ------------------------------------------ | ---- |
| 06月05日   | ゼルダの伝説 風のタクト      | 任天堂                                     |      |
| 06月05日   | F-ZERO GX                    | 任天堂                                     |      |
| 06月05日   | ソウルキャリバーII           | 株式会社バンダイナムコエンターテインメント |      |
| 07月03日   | スーパーマリオストライカーズ | 任天堂                                     |      |
| 08月21日   | ちびロボ!                    | 任天堂                                     |      |

### 配信予定タイトル
| 配信開始日 | タイトル                          | 販売メーカー | 備考 |
| ---------- | --------------------------------- | ------------ | ---- |
| 0配信予定  | スーパーマリオサンシャイン        | 任天堂       |      |
| 0配信予定  | ファイアーエムブレム 蒼炎の軌跡   | 任天堂       |      |
| 0配信予定  | ポケモンXD 闇の旋風ダーク・ルギア | ポケモン     |      |
| 0配信予定  | ルイージマンション                | 任天堂       |      |
| 0配信予定  | ポケモンコロシアム                | ポケモン     |      |